# Rashidah Ismaili
Rashidah Ismaili, également connue sous le nom de Rashidah Ismaili AbuBakr, est une poète, écrivaine de fiction, essayiste et dramaturge, née en 1941, à Cotonou au Dahomey (actuel Bénin), en Afrique de l’Ouest. Dans les années 1950, elle immigre aux États-Unis, à Harlem, pays dans lequel elle vit toujours. Dans les années 1960, Ismaili fait partie du Black Arts Movement à New York. Rashidah Ismaili est aussi une critique d'arts et enseigne, pendant plus de trente ans, la littérature à l'aide d’œuvres d'écrivains africains francophones et anglophones dans des établissements d'études supérieures.

## Biographie

### Jeunesse et formation
Rashidah Ismaili est née et a grandi à Cotonou au Dahomey (actuel Bénin), en Afrique de l’Ouest. Sa mère est originaire du Dahomey (actuel Bénin) et son père est originaire de la ville de Kano au nord du Nigeria. Ismaili suit sa scolarité dans l'école coranique de son grand-père et dans une école missionnaire catholique. À la mort de sa mère, Ismaili est envoyée dans un pensionnat en France. Elle y reste 6 ans. À l'âge de 15 ans, elle se mariée à un Nigérian. Cet homme étudiait à New York et Ismaili le rejoint en 1956-1957, après qu'il a obtenu une bourse d'études.
Espérant devenir chanteuse d'opéra, Ismaili étudie au New York College of Music (en), école dans laquelle elle obtient une licence en arts. Elle fait aussi des études de comédie musicale à l'École de musique Mannes, avant d'obtenir un master en psychologie sociale à la New School for Social Research, puis un doctorat en psychologie l'Université d'État de New York. Après sa séparation avec mon mari, Ismaili subvient seule à ses besoins et à ceux de son fils, tout en en écrivant et en poursuivant ses études supérieures. Dans les années 1960, elle participe au Black Arts Movement à New York et est membre du collectif Umbra, collectif composé de jeunes écrivains noirs.

### Carrière: travail artistique et militantisme
Avant de prendre sa retraite en 2000, Ismaili travaille, pendant trente ans, en tant que professeur d'université, psychologue et conseillère dans différentes universités. Elle est pendant 15 ans, directrice associée du Higher Education Opportunity Program (en) à l'Institut Pratt. Tout en continuant d’écrire, elle est actuellement[Quand ?] membre du corps enseignant du master d'écriture créative de l'Université Wilkes (en) et anime des ateliers de travail, des séminaires d'écriture et des conférences. Son œuvre est composée de poèmes, d'essais, de romans, de pièces de théâtre et de nouvelles, une partie a été publiée dans divers journaux et anthologies, dont Bomb Magazine, The Black Scholar (en) et The Heinemann Book of African Women's Poetry (édité par Stella et Frank Chipasula, 1995).
En février 2004, elle est invitée à l'Université du Ghana en tant que professeur et artiste et elle y anime des séminaires sur la littérature de la diaspora afro-descendante, en particulier sur l'écrivain américain James Baldwin. Ismaili est membre du conseil exécutif de l'Organization of Women Writers of Africa  (OWWA), une ONG fondée en 1991, par Jayne Cortez et Ama Ata Aidoo, dont l'objectif est d'établir des connexions entre les écrivaines professionnelles africaines,. En octobre 2004, par l'intermédiaire de cette ONG, Ismaili participe et aide à l'organisation de la conférence « Yari-Yari Pamberi » tenue à l'Université de New York et le Schomburg Center for Research in Black Culture.
En 2005, un opéra nommé Elegies for the Fallen, inspiré d'un de ses recueils de poèmes, est joué au Borough of Manhattan Community College (en). La compositrice de cet opéra est Joyce Solomon-Moorman.
En 2006, a lieu au Muséum américain d'histoire naturelle, la lecture publique d'une pièce d'Ismaili nommée Rice Keepers.
David Henderson a écrit à propos de son livre Autobiography of the Lower East Side: A Novel in Short Stories, publié en 2014 : « Cette poétesse, dont la carrière n'est plus à faire, se lance brillamment dans la fiction, avec ces histoires interdépendantes, complexes, à l'écriture poétique, de Noirs venant d'Afrique, des Caraïbes et des États-Unis, qui se rejoignent et forment, dans le début des années 1960, une communauté artistique, dans la partie la plus à l'est d'Alphabet City. ». Dans le Huffington Post, Melody Breyer-Grell écrit : « Le lecteur plonge dans Autobiography of the Lower East Side si profondément que toute autre activité est suspendue jusqu'à la fin de cette lecture. Le livre dans sa globalité et chacune des nouvelles qui le constitue possèdent une fin, mais les récits s'entrecroisent habilement, avec un lyrisme discret, au cours desquels les métaphores et les comparaisons sont utilisés avec parcimonie laissant l’histoire entrer dans l'esprit du lecteur. Enveloppés de cela, nous sommes engloutis par les images, les odeurs et les couleurs de ce quartier, trouvant la beauté dans sa prose, même si la vie réelle peut parfois être triste. »
Ismaili réunit régulièrement chez elle, à Harlem, un groupe d'artistes et d’intellectuels nationaux et internationaux, ces soirées sont appelées « Salon d'Afrique »,,. Elle est la Première Vice-Présidente de Pen & Brush, une organisation internationale à but non lucratif mettant à disposition une plateforme pour présenter le travail de femmes artistes et écrivaines professionnelles émergentes et en milieu de carrière.

## Récompenses
Ismaili obtient les récompenses suivantes : PEN America (en), Dramatist League, Kennedy Center, Miami International Book Fair (en), Zimbabwe International Book Fair (en), National Association of Negro Business and Professional Women’s Club, Inc. et Sojourner Truth Meritorious Award.

## Œuvres
- Corédactrice (avec Sandra M. Esteves et Louis R. Rivera), Womanrise, Shamal Books, 1978,  (ISBN 9780917886058)
- Oniybo & Other Poems, Shamal Books, 1986,  (ISBN 978-0917886096)
- Missing in Action and Presumed Dead: Poems, Africa World Press (African Women Writers Series), 1992, (ISBN 978-0865432970)
- Cantata for Jimmy (poésie), Africa World Press, 2004,  (ISBN 978-1592211593)
- Rice Keepers (théâtre), Africa World Press, 2007,  (ISBN 978-1592212446)
- Autobiography of the Lower East Side: A Novel in Stories, Northampton House Press, 2014,  (ISBN 978-1937997397)